# En av de många
En av de många (en suec Un de molts) és una pel·lícula muda sueca de 1915 dirigida i escrita per Victor Sjöström. Els protagonistes foren Gunnar Tolnæs, Greta Almroth i August Warberg.

## Sinopsi
L'orfe i malalt Erik Wall perd la feina i troba la necessitada Frida, una dona que ja coneix. Els dos s'enamoren, però la Frida aviat s'enfronta a la competència de la rica Ellen, que també cobeja l'Erik. L'Erik tria l'Ellen, però aviat resulta que la Frida està embarassada. Aleshores, l'Erik intenta comprar-la per responsabilitat, però la Frida li torna els diners. L'Erik es casa amb l'Ellen.
16 anys després, l'Erik és un vidu ric. Durant un passeig, el seu cavall s'encabrita i perd la cartera. La recull una noia de 15 anys que resulta ser la seva filla. Li dona tots els diners de la cartera, però quan la Frida s'assabenta d'això, els torna, creient que l'Erik la vol insultar de nou. Al final, l'Erik i la Frida es reconcilien.

## Repartiment
- Gunnar Tolnæs – Erik Wall
- Greta Almroth – Clara, filla d'Erik Walls
- August Warberg – Sahlberg,
- Lilly Jacobsson – Ellen
- Lili Bech	– Frida Nilsson
- Alfred Lundberg –
- Gull Natorp –
- Jenny Tschernichin-Larsson –

El rodatge va tenir lloc el 22 de juny-28 de juliol de 1914 a l'estudi del cinema suec a Lidingö amb Henrik Jaenzon com a fotògraf. La pel·lícula no es conserva ni tampocel seu manuscrit. La pel·lícula es va vendre a Dinamarca, Noruega, Finlàndia, Rússia, Països Baixos, Anglaterra, Alemanya, Àustria, els estats dels Balcans i Sud-àfrica i té el subtítol Drama ur det modärna storstadslivet. Es va estrenar el 14 de gener de 1915 al cinema Cosmorama de Göteborg.